# Cimballa
Cimballa es un municipio y localidad española de la provincia de Zaragoza, en la comunidad autónoma de Aragón. El término municipal, ubicado en la comarca de la Comunidad de Calatayud, tiene una población de 80 habitantes (INE 2024).

## Geografía

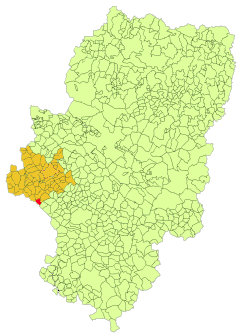
Localización de Cimballa en su comarca y en Aragón

La localidad se encuentra situada en el Sistema Ibérico, en la cuenca del río Piedra, en el límite de la provincia con Guadalajara. El acceso desde la ciudad de Zaragoza se realiza por carretera N-II, con desvío en Calatayud a carretera C-202, con desvío en Nuestra Señora la Blanca a carretera local CV-307. 
La puerta de la iglesia se encuentra a 904 m sobre el nivel del mar y la localidad dista unos 132 km de la capital de Aragón, Zaragoza. El término municipal tiene una extensión de 31,90 km² con una población de 94 habitantes (INE 2020) y una densidad de 2,94 hab./km².
El municipio linda (desde el norte y en el sentido de las agujas del reloj) con Monterde, Abanto, Aldehuela de Liestos, Tortuera, Fuentelsaz, Milmarcos y Campillo de Aragón.

### Territorio
- Superficie del término municipal: 3204 ha.
- Superficie total de cultivo: 915 ha.
- Cultivo de regadío: 119 ha.
- Superficie de prados: 200 ha.
- Superficie forestal: 955 ha.
- Balsa de los ojos: 1 ha.

## Historia
De Alfonso I, a comienzos del siglo XII, debieron existir unos fueros, otorgando privilegios para la repoblación del territorio del sur del reino de Aragón. En 1134, aprovechando el desconcierto aragonés tras la muerte de Alfonso I, Alfonso VII de Castilla ocupó parte de Aragón beneficiando a monasterios de Castilla: Abanto, Cimballa o Monterde, dependieron del monasterio de San Salvador de Oña (del que fue abad el bilbilitano San Iñigo). El testamento de Alfonso I dejaba todo a los templarios. A cambio de renunciar a esta herencia y con la intención de no desmembrar el reino, las órdenes templarias recibieron privilegios, tierras, dehesas, ferias, molinos; fortaleciendo así la labor de reconquista.
En noviembre de 1142, Cimballa aparece en el Fuero de Daroca, otorgado por Ramón Berenguer IV, conde de Barcelona, reafirmando las prevendas anteriores. De 1370 data el Milagro del Santísimo Misterio (confección del Arca de custodia de la iglesia), reinando Pedro IV. Entre 1370-1410 el Santísimo misterio es recogido en la capilla del Palacio del rey, en Zaragoza. Tres reyes pudieron tenerlo bajo su protección: Pedro IV, Juan I el cazador y Martín I
En 1410 el Santo Corporal fue trasladado al Monasterio de Nuestra Señora la Real de Piedra, de la Orden del Císter, no lejos de Cimballa, para su veneración y custodia. En 1430 en las Cortes de Tarazona se anotan 10 fogajes, o casas, en Cimballa. (El fogaje era una forma de contabilizar los tributos al rey). En 1594 en la iglesia se encarga el relicario herreriano del Santísimo Misterio "hecho a costa de Franco Visazoán, siendo abad fray Agustín Navarro".
A mediados del siglo XIX, el lugar tenía contabilizada una población de 355 habitantes. Aparece descrito en el sexto volumen del Diccionario geográfico-estadístico-histórico de España y sus posesiones de Ultramar de Pascual Madoz de la siguiente manera:

CIMBALLA: l. con ayunt. en la prov., aud. terr. , c. g. de Zaragoza (22 leg.), part. jud. y adm. de rent. de Ateca (6), dióc. de Tarazona (18): sit. entre barrancos y cerros elevados por todas partes, combatido por el N. su clima húmedo propropenso á tercianas, cuartanas y reumas. Tiene 78 casas, una de ayunt., cárcel, una escuela de instruccion primaria asistida por 12 alumnos, su dotacion 400 rs. vn., una fuente de dulces y frescas aguas, una igl. parr. (La Presentacion), servida por un cura párroco de provision ordinaria; en sus afueras tiene una ermita sit. entre cerros y en la inmediacion de una rambla. Confina el térm. N. con Montende (1 leg.); E. con Abanlo (1); S. La Aldehuela de Liestas (1); O. con Fuentelsal de Castilla (1). terreno montuoso y áspero, en él nace un r. llamado de Piedra cuyo curso cruza el puente del mismo pueblo, los de Ballestar y las Ernimas, baña el térm. de montes de Nuevalas, Curenos y Castejon á der. é izq., y en Ateca pierde su nombre en Jalon. Sus montes se hallan bien poblados de encinas; tiene caminos á los pueblos con quien conlina y recibe el correo de la adm. de Calatayud por cartero. prod.: trigo, centeno, cebada, avena, cánamo, patatas y judias; cria ganado lanar y cabrio; caza de ciervos, perdices, conejos y liebres; pesca de cangrejos en abundancia y barbos. ind.: un molino harinero y un batan. comercio de las cangrejos que se estraen para la corte. pobl.: 79 vec., 355 alm. contr.: 6,980 rs. 16 mrs. vn.
(Madoz, 1847, p. 407)

En mayo de 1855 el entonces comandante carlista Marco de Bello pasa por Cimballa en el intento de unirse al alzamiento del capitán Corrales del escuadrón de Caballería de Zaragoza. Era perseguido por el general Serrano Bedoya. Por esta acción Marco sería nombrado coronel. En 1868 tuvo lugar el regreso a la iglesia de Cimballa del Santo Corporal. En 1898 se instaló la campana grande en la iglesia. En 1936 los badajos de las campanas fueron lanzados a una poza profunda del río. Durante la Guerra Civil, Cimballa quedó dentro de la "Zona Nacional". El 23 de diciembre de 1941 murió Leandro Puertes Arvelo, en el Campo de concentración de Gusen durante la 2.ª Guerra Mundial. En agosto de 2008, y dentro del marco de Expo Zaragoza, fue el día de los ríos Mesa y Piedra, dentro del Pabellón de la DPZ. Con la participación de Cimballa entre otros pueblos de la cuenca.

## Demografía
Cimballa cuenta con una población de 80 habitantes (INE 2024).
| Gráfica de evolución demográfica de Cimballa entre 1842 y 2021                                                      |
| |
| Población de derecho según los censos de población del INE Población de hecho según los censos de población del INE |

## Símbolos
Bandera
Paño de proporción 2/3 del Señal Real de Aragón, entado de azul al asta, y sobre éste un rombo almenado rojo, cargado de dos círculos concéntricos amarillo, y al batiente un triángulo azul. De lados curvilíneos y cuyos vértices corresponde con los ángulos superior e inferior al batiente y con el vértice del entado.
Escudo
Escudo cuadrilongo de base circular. De azur, un castillo de oro, mazonado de sable, aclarado de gules y flanqueado por dos escudetes ojivales con la señal real de Aragón. Al timbre Corona Real abierta.

## Administración y política
| Período   | Alcalde                  | Partido |  |
| --------- | ------------------------ | ------- |  |
| 1979-1983 | Pedro Abad Sanambrosio   | UCD     |  |
| 1983-1987 |                          |         |  |
| 1987-1991 |                          |         |  |
| 1991-1995 |                          |         |  |
| 1995-1999 |                          |         |  |
| 1999-2003 |                          |         |  |
| 2003-2007 |                          |         |  |
| 2007-2011 |                          |         |  |
| 2011-2015 | Cecilio Eloy Roy Enguita | PAR     |  |
| 2015-2019 | Cecilio Eloy Roy Enguita | PAR     |  |

| Partido político    | Partido político                                   | 2003   | 2007   | 2011   | 2015   |
| Partido político    | Partido político                                   | Ediles | Ediles | Ediles | Ediles |
|                     | Partido Aragonés (PAR)                             | 1      | 4      | 4      | 4      |
|                     | Partido de los Socialistas de Aragón (PSOE-Aragón) | 1      | 1      | 1      | 1      |
|                     | Partido Popular de Aragón (PP)                     | 2      | —      | —      | —      |
|                     | Chunta Aragonesista (CHA)                          | —      | —      | —      | —      |
|                     | Izquierda Unida (IU)                               | 1      | —      | —      | —      |
| Total de concejales | Total de concejales                                | 5      | 5      | 5      | 5      |

## Cultura

### Patrimonio artístico y cultural

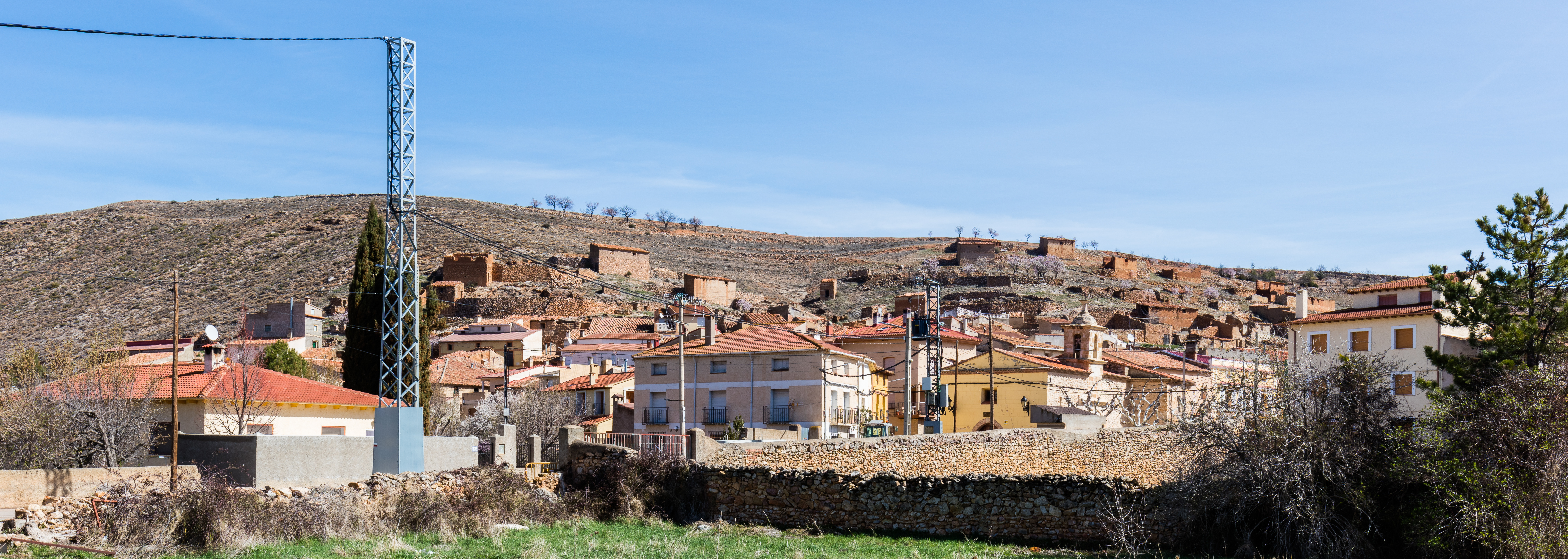
Vista de la localidad

- Portada románica de la iglesia parroquial.
- Custodia del Santísimo Misterio con leones esculpidos en época gótica.
- Campanas de la Iglesia, la pequeña de 44 cm de diámetro, 49 kg y fundida en 1767, la grande de 62 cm de diámetro, 137 kg de peso y fundida en Sigüenza, seguramente por Ramón Colina e hijos en 1889. Como instrumento musical tiene un repertorio de toques para indicar diferentes actividades del pueblo.
- La danza del "villano", que se baila una vez concluidos los actos religiosos, de regreso al pueblo desde la ermita de Santa Bárbara o de Santo Tomás, el primer domingo del mes de febrero

A lo largo del territorio se encuentran las caleras, excavaciones donde se cocía la cal, además de diferentes ejemplos de arquitectura en adobe. Existen en el pueblo, estratos con fósiles de una época lacustre, sobre todo moluscos.

#### El castillo

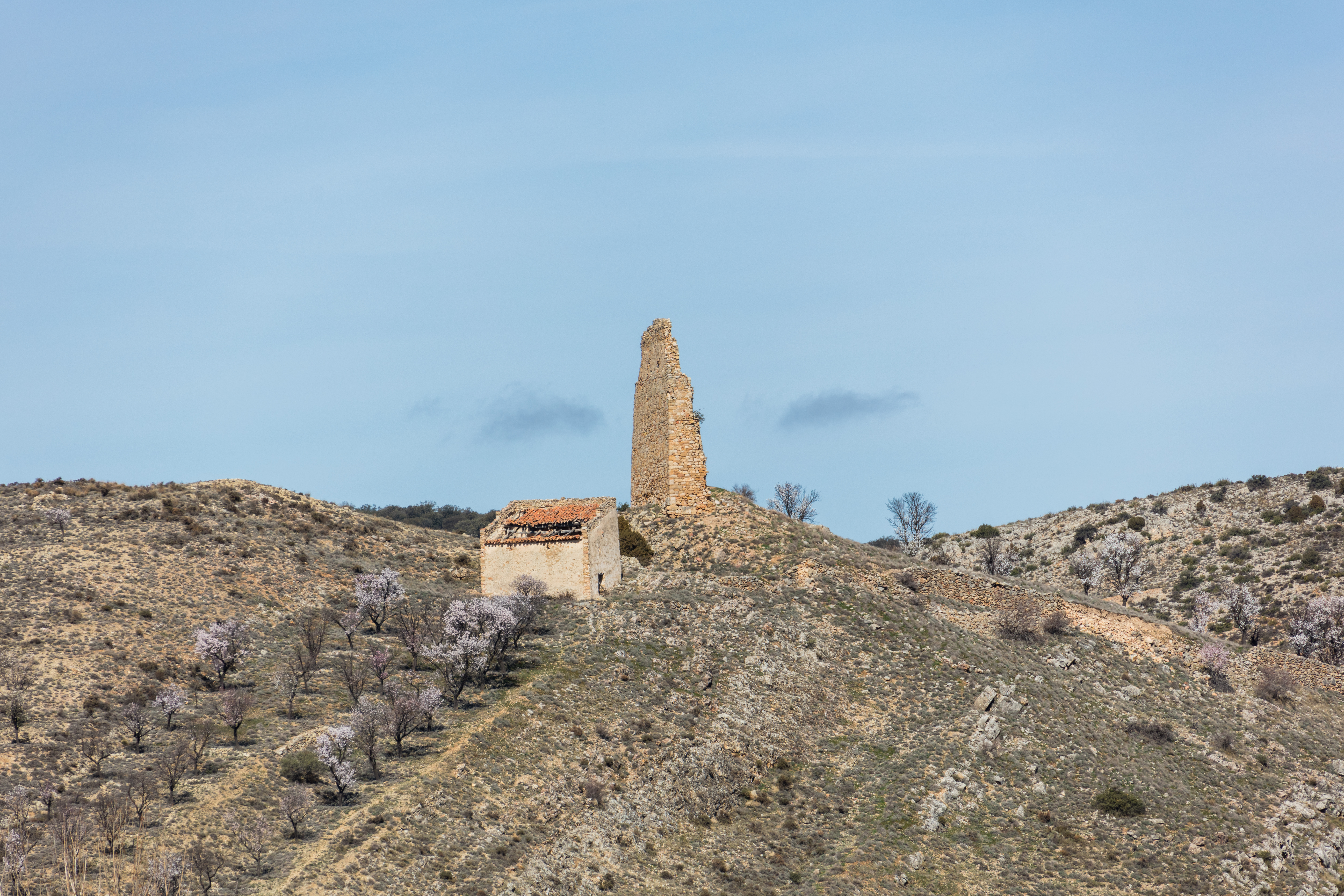
Vista lejana del castillo

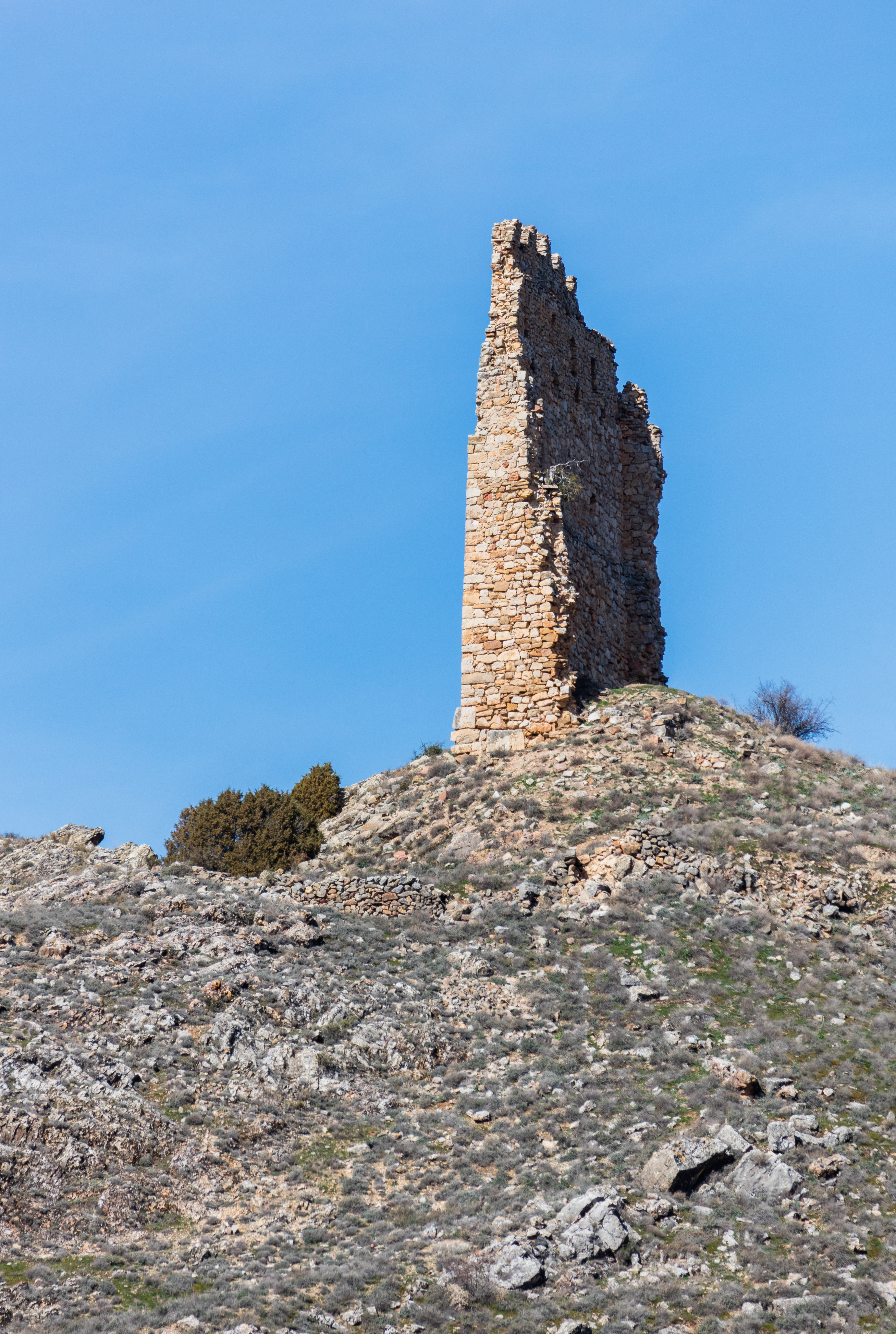
Detalle del castillo

El pueblo antiguo se hallaba protegido por un castillo, que fue destruido por las continuas guerras entre los reyes Pedro I de Castilla y Pedro IV de Aragón.
Según dice la tradición oral de Cimballa, antiguamente había tres torres de vigilancia. 
En la actualidad sólo queda uno de los muros, de un edificio de base cuadrada del siglo XV o XVI, en lo alto del monte, que serían los restos de una de esas tres torres. En resolución del 17 de abril de 2006 publicada en el Boletín Oficial de Aragón el 22 de mayo del 2006 se califica como bien de interés cultural, con la categoría de zona arqueológica.

#### La iglesia

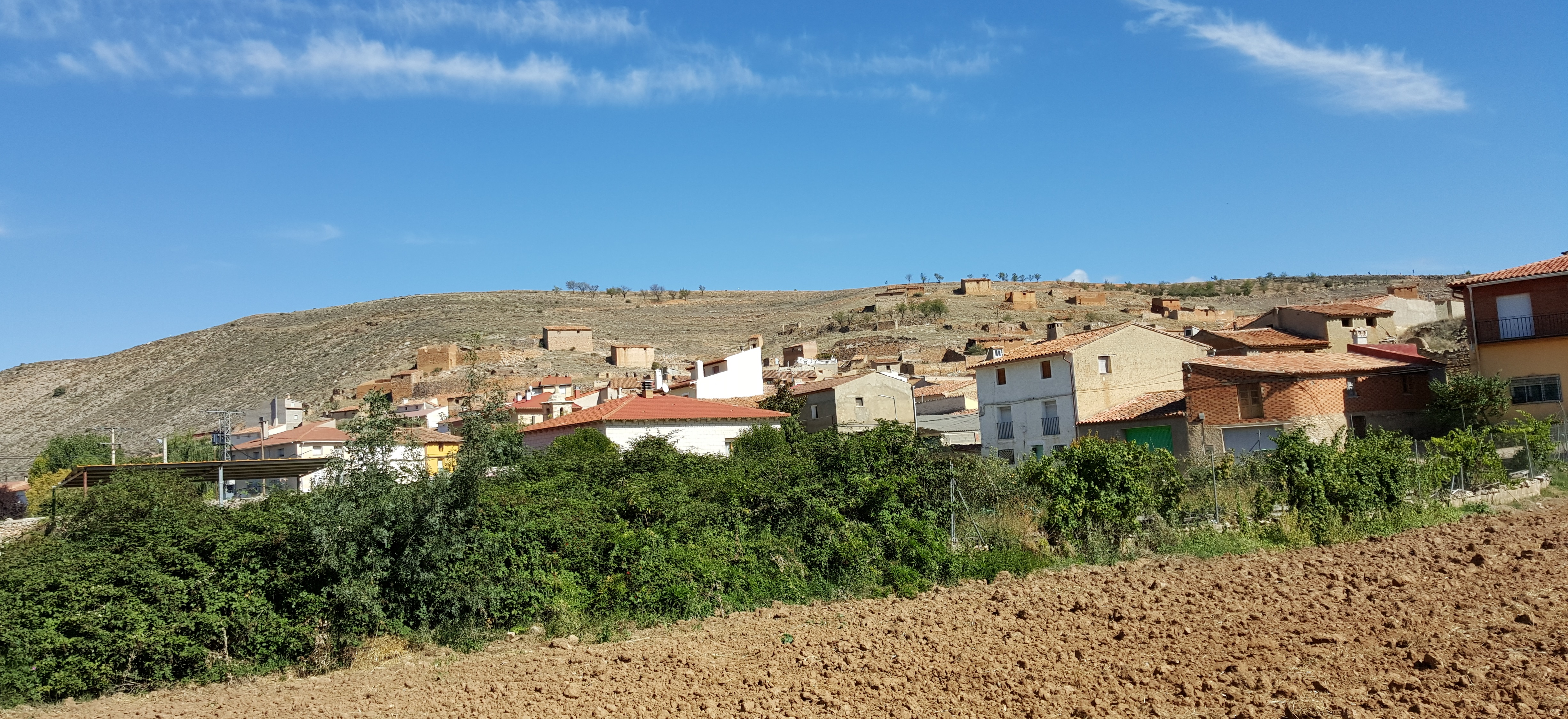
Vista de Cimballa desde la carretera.

Iglesia de la Purificación de Nuestra Señora. encuadrada en el arciprestazgo del Alto Jalón.
La iglesia parroquial está dedicada a la Presentación en el Templo y es un modesto edificio de ladrillo y tapial, del siglo XVIII. Consta de una sola nave que se cubre con bóveda de crucería. La puerta de ingreso, en arco de medio punto. Bajo su torre, se conserva en bastante buen estado la arquivolta románica del siglo XII. Actualmente sirve para alojar la capilla del bautismo.
La mayoría de los retablos se corresponden con la época en que fue construido el templo; pero también los hay de los siglos XVI y XVII. Entre los primeros destaca el de Santa Bárbara, con imagen también del siglo XVI. El retablo mayor es de principios del siglo XVII, con tablas que narran la vida de María Santísima. Una de las naves del crucero conserva en un retablo el relicario herreriano del Santísimo Misterio "hecho a costa de Franco Visazoán, siendo abad fray Agustín Navarro, año 1594". Es de plata de su color, formado por dos columnas con capitel corintio "que sostienen un entablamento coronado por frontón partido, con una cartela en el centro en frontón curvo. En uno de los plintos se ve la escultura orante del difunto y en el otro el escudo de Cimballa". Este escudo decora también la pila bautismal, del siglo XVI. También se conserva el primer relicario del Santísimo Misterio Dubio, un arca labrada en piedra del siglo XIV. En el exterior existe una placa de exaltación fascista que fue restaurada por el Ayuntamiento.

### Fiestas
- San Blas (3 de febrero): patrón
- Santa Águeda (5 de febrero): patrona
- Fiesta de la Virgen (15 de agosto)
- San Roque (16 de agosto), las segundas fiestas ,tradicional por el reparto, en la antigüedad, de cañamones por el hermano al cual le tocaba la fiesta.
- Santísimo Misterio (12 de septiembre): es la fiesta mayor

### Tradiciones
Entre las tradiciones del lugar se encuentran el juego de los hoyetes, propio de la comarca de Calatayud, y el juego de pelota a mano. Existe arraigada tradición musical, siempre ha existido la banda de música. Tirar a la balsa de los ojos a los forasteros, o al menos asustarles con hacerlo.[cita requerida] La carrera del pollo, que se corre para las fiestas de septiembre. La corrían los hombres en ropa interior, y al ganador se le daba de premio un pollo.[cita requerida]

### Santísimo Misterio Dubio

Mapa de las diócesis de Aragón: Cimballa pertenece a la diócesis de Tarazona, en color azul.

En torno a 1380 el sacerdote Mosén Tomás, regía la pequeña localidad de Cimballa, dentro del obispado de Tarazona en la provincia de Zaragoza, reino de Aragón. Celebrando este la Santa Misa y hecha la Consagración del pan y del vino, según la leyenda, dudó si realmente Cristo estaba presente en la Hostia Consagrada; al punto comenzó a brotar sangre de ella, manchando la blancura del corporal y quedando intacta la Santa Hostia.
Llegado este milagro a oídos del rey Martín I de Aragón, pidió que le fuese entregado este Santo Misterio para venerarlo en la capilla del Palacio de Zaragoza y librarlo del peligro que corría por las continuas guerras entre Aragón y Castilla. El rey, con anterioridad a su muerte acaecida el 31 de mayo de 1410, hizo donación del Santo Corporal al Monasterio de Nuestra Señora la Real de Piedra, de la Orden del Císter, no lejos de Cimballa, para su veneración y custodia. 
El año 1600 era obispo de Tarazona Diego de Yepes, jerónimo, hijo ilustre de la villa de Yepes en el arzobispado y provincia de Toledo. Con ocasión de la visita pastoral al real monasterio, le fue presentado el Santo Misterio y solicitó y obtuvo del padre prior un trocito del Santo Corporal que se llevó consigo a su palacio de Tarazona (13 de octubre de 1600), haciendo donación del mismo a su pueblo natal, Yepes, el 29 de julio de 1601 y llegando a la villa el 5 de junio del año siguiente.
Desaparecida la Santa Reliquia de la Sangre de Cristo durante la persecución religiosa ocurrida durante la guerra civil (1936-1939), el señor obispo de Tarazona concedió a la villa de Yepes un nuevo trocito del Santo Misterio de Cimballa, que hacía su entrada solemne en la villa el 26 de junio de 1940, celebrándose solemnes cultos y al día siguiente Pontificial, oficiado por Sr. Modrego obispo auxiliar del Excelentísimo Sr. Cardenal Gomá, alma de la nueva concesión juntamente con el párroco José Rivadeneira. El pueblo de Yepes rinde fervoroso culto eucarístico al Santo Dubio, Misterio de la Sangre de Cristo.

### Curiosidades
- La Hermandad del Santísimo Misterio de Cimballa, realiza diferentes actividades en el pueblo.
- En Yepes hay una calle que lleva el nombre de Cimballa, por aquello del trocito del Santísimo Misterio
- Por el municipio de Cimballa pasa el GR 24. Ruta de Senderos de gran recorrido en Aragón.
- El frontón, durante muchos años, sirvió de pantalla para proyectar el cine ambulante.
- Hay cuatro fuentes, la más grande se encuentra en el lado izquierdo de la iglesia, junto a la báscula.
- Los manantiales más importantes que nutren al río Piedra son: El Molino Nuevo, Los Ojos de la Balsa, Los dos del Batan que dan agua a la piscifactoría, y el de La Fuente de la Mora donde están las piscinas.

## Personas notables
Entre los hijos ilustres de Cimballa cabe destacar a monseñor Antonio Álvaro Ballano, Obispo de Zamora; Juan Ramos, matador de toros; Ángeles Pérez, extraordinaria cantadora de jota, afincada en Barcelona, primer premio en el Certamen Oficial de Jota y en el Demetrio Galán Bergua de 1980, y primero de profesionales en este mismo concurso en 1983. También se tiene por natural de la localidad a Jacinta Ruiz Yagüe o Jacinta Roy, Ofelia de Aragón (1894-1968), cantadora de jota aragonesa nacida en Cimballa o en el cercano Monasterio de Piedra, donde sus padres trabajaban como guardeses.